# سعید الدوسری (زاده ۱۹۹۰)
سعید الدوسری (عربی: سعيد الدوسري؛ زادهٔ ۱۵ ژوئن ۱۹۹۰) یک ورزشکار اهل عربستان سعودی است.
از باشگاه‌هایی که در آن بازی کرده‌است می‌توان به باشگاه فوتبال الشباب عربستان سعودی اشاره کرد.